# Chelifera subnotata
Chelifera subnotata är en tvåvingeart som beskrevs av James David Macdonald 1994. Chelifera subnotata ingår i släktet Chelifera och familjen dansflugor.
Artens utbredningsområde är New York. Inga underarter finns listade i Catalogue of Life.